# Tina Aumont
Maria Christina Aumont, beter bekend als Tina Aumont (14 februari 1946 - 28 oktober 2006) was een Frans-Amerikaanse actrice, geboren in Hollywood, Californië. Haar ouders waren de Franse acteur Jean-Pierre Aumont en de Dominicaanse actrice Maria Montez. Ze speelde veelal in Europese producties.
Ze huwde acteur en filmregisseur Christian Marquand in 1963, op 17-jarige leeftijd.
In 2000 trok ze zich terug uit de filmwereld. In 2006 kreeg ze een longembolie en stierf ze op 60-jarige leeftijd in Port-Vendres, Pyrénées-Orientales, Frankrijk.

## Filmografie
- Modesty Blaise (1966)
- Pardon, Are You For or Against? (1966)
- Texas Across the River (1966)
- Man: His Pride and His Vengeance (1967)
- Le Lit de la Vierge (1969)
- Satyricon (1969)
- The Howl (1970)
- Necropolis (1970)
- Corbari (1970)
- Il Sergente Klems (1971)
- Arcana (1972)
- Torso (1973)
- Malizia (1973)
- Drama of the Rich (1974)
- Les Hautes Solitudes (1974) (documentaire)
- Salon Kitty (1976)
- Illustrious Corpses (1976)
- Fellini's Casanova (1976)
- A Matter of Time (1976)
- Lifespan (1976)
- The Nude Princess (1976)
- Holocaust 2: The Revenge (1980)
- Dinosaur from the Deep (1993)
- Two Orphan Vampires (1997)
- Giulia (1999)

- Bibsys: 6031824
- Biblioteca Nacional de España: XX1597225
- Bibliothèque nationale de France: cb14203580n (data)
- Gemeinsame Normdatei: 138209014
- International Standard Name Identifier: 0000 0001 0903 4192
- Library of Congress Control Number: no2003082165
- Nationale Bibliotheek van Tsjechië: xx0150195
- SNAC: w6f18zmw
- Système universitaire de documentation: 083267271
- Virtual International Authority File: 56305922
- WorldCat: E39PBJwhwvcv3mbpPbfwKPKrv3